# Цемиров, Владимир Михайлович
Владимир Михайлович Цемиров (1834—1917) — военный юрист Российской империи, председательствующий на ряде процессов над участниками революционного движения, член Главного военного суда, генерал от инфантерии.

## Биография
Владимир Михайлович Цемиров родился 6 мая 1834 года в Рязанской губернии. Он происходил из дворянского рода, внесённого в 3-ю часть родословной книги Рязанской губернии и был сыном штабс-капитана гвардии в отставке, депутата дворянства Данковского уезда Михаила Николаевича Цемирова и племянником генерал-майора в отставке, бывшего командира 43-го егерского полка Александра Николаевича Цемирова.
Окончив Школу гвардейских подпрапорщиков и кавалерийских юнкеров, Цемиров 17 июня 1854 года поступил в лейб-гвардии Павловский полк и 30 августа 1855 года произведён в подпоручики. Во время Крымской войны 1853—1856 года в составе полка участвовал в охране побережья Балтийского моря на случай возможной высадки англо-французского десанта. С 10 марта 1859 года занимал должность старшего адъютанта штаба 2-й гвардейской пехотной дивизии, 30 августа 1861 года произведён в поручики, 19 мая 1863 года — в штабс-капитаны и принял участие в подавлении восстания в Польше 1863 года.
Окончив Военно-юридическую академию по 1-му разряду, капитан (с 31 марта 1868 года) Цемиров перешёл на службу в военно-судебное ведомство с переименованием в подполковники (3 ноября 1868 года), став одним из первых офицеров, получивших специальную юридическую подготовку. Назначенный военным судьёй Одесского военно-окружного суда, он через год, 24 октября 1870 года, был переведён в Московский военно-окружной суд и 17 апреля 1871 года произведён в полковники.
Во время Русско-турецкой войны 1877—1878 годов Цемиров был командирован в действующую армию в качестве военного судьи полевого военного суда, участвовал во взятии Плевны; по окончании войны переведён военным судьёй в Петербургский военно-окружной суд, а затем, получив 30 августа 1879 года чин генерал-майора (со старшинством на основании Манифеста 1762 года; впоследствии установлено с 30 августа 1882 года), 1 июня 1884 года занял пост председателя Петербургского военно-окружного суда.
В этой должности Цемиров получил известность в качестве председательствующего на ряде процессов над участниками революционного движения. 24 — 28 сентября 1884 года состоялся т. н. «Процесс 14-ти», на котором в качестве подсудимых предстали член Исполнительного комитета «Народной воли» В. Н. Фигнер и ряд членов Военно-революционной организации «Народной воли». По мнению историка Н. А. Троицкого, Цемиров вёл процесс с нарушениями судебной процедуры и прав подсудимых (уважительно ведя себя, однако, по отношению к В. Н. Фигнер).
С 26 мая по 5 июня 1887 года под председательством Цемирова проходил т. н. «Процесс 21-го», центральной фигурой на котором был Г. А. Лопатин, а с 13 по 18 октября того же года — процесс по делу военно-революционных кружков (т. н. «Процесс 18-ти»).
Пробыв 10 лет на посту председателя Петербургского военно-окружного суда и получив 30 августа 1892 года чин генерал-лейтенанта, Цемиров 14 августа 1894 года был назначен одним из 5 постоянных членов Главного военного суда. В этой должности он был в 1899 году удостоен ордена Святого Александра Невского, 6 декабря 1903 года произведён в генералы от инфантерии, а в 1904 году ему была объявлена Высочайшая благодарность.
В 1905 году Цемирову был уже 71 год и, по мнению военного министра А. Ф. Редигера, председатель и члены Главного военного суда (за исключением С. А. Быкова) по возрасту и физическому состоянию не могли исполнять свои обязанности:

Кажется, в 1904 году на Кавказе судили генерала Ковалёва, причём председательствовать должен был член Главного военного суда. Пришлось выбирать такого, который был физически способен совершить поездку (Гродекова?), да и тот напутал в деле, в судебном заседании … Для высшего кассационного суда такой состав являлся нетерпимым. Я уже предложил Павлову послать кого-либо из членов этого суда на ревизию полевых судов армии — они все должны были бы отказаться от поездки и сами признать свою несостоятельность

Проведя в состав Главного военного суда генерала В. С. Митрофанова (9 октября 1905 года), А. Ф. Редигер уже через два месяца добился его назначения председателем суда (10 декабря). Считая себя обойдённым этим назначением, Цемиров 17 декабря вышел в отставку по прошению («за болезнью») с мундиром и пенсией.
Последние годы жизни Цемиров провёл в Санкт-Петербурге, проживая по адресу: Екатерингофский проспект, 33 (ему принадлежало также имение в Данковском уезде Рязанской губернии). 13 мая 1917 года он скончался в Петрограде в возрасте 83 лет, похоронен на Смоленском кладбище.

## Семья
Цемиров был женат на Любови Викторовне Буняковской (1836 — 22 декабря 1918, Петроград), дочери видного учёного-математика, академика и действительного тайного советника Виктора Яковлевича Буняковского. От этого брака он имел 5 детей: сына Михаила (род. 3 января 1877) и дочерей Марию (1862—1922), Екатерину, Веру и Евгению.
М. В. Цемиров окончил Пажеский корпус, затем, как и отец, находился на военной службе, к 1917 году являлся полковником лейб-гвардии Финляндского полка. В 1918 году он был арестован в Петрограде в качестве заложника, а в 1919 году расстрелян в тюрьме.
Из дочерей Цемирова младшая, Евгения, вышла замуж за гражданского чиновника и историка искусства А. А. Сомова, старшего брата знаменитого художника К. А. Сомова, а Вера Владимировна занималась общественной деятельностью, являясь бессменным секретарём Общества повсеместной помощи пострадавшим на войне солдатам и их семьям. Известен портрет В. В. Цемировой работы К. А. Сомова.

## Награды
Цемиров имел знак отличия за XL лет беспорочной службы (1899 год) и многие ордена, в их числе:
- Орден Святой Анны 3-й степени (1863 год)
- Орден Святого Станислава 2-й степени (1865 год)
- Орден Святой Анны 2-й степени (1873 год)
- Орден Святого Владимира 4-й степени (1877 год)
- Орден Святого Владимира 3-й степени (1878 год)
- Орден Святого Станислава 1-й степени (1882 год)
- Орден Святой Анны 1-й степени (30 августа 1885 года)
- Орден Святого Владимира 2-й степени (30 августа 1888 года)
- Орден Белого орла (1894 год)
- Орден Святого Александра Невского (6 декабря 1899 года)